# Dvärgkaklav
Dvärgkaklav (Xanthoparmelia mougeotii) är en lavart som först beskrevs av Schaer. ex D. Dietr., och fick sitt nu gällande namn av Hale. Dvärgkaklav ingår i släktet Xanthoparmelia och familjen Parmeliaceae.  Arten är reproducerande i Sverige. Inga underarter finns listade i Catalogue of Life.